# Unterweitersdorf
Unterweitersdorf je obec v Horním Rakousku v okrese Freistadt v Mühlviertelu s 2187 obyvateli (stav k 1. lednu 2022).
Obec leží v katastrálním území Unterweitersdorf. 26,5 % území obce je zalesněno, 64,6 % území je zemědělsky využíváno.

## Místní části
- Bergen (93)
- Gauschitzberg (73)
- Hattmannsdorf (248)
- Loibersdorf (191)
- Radingdorf (20)
- Reitern (343)
- Unterweitersdorf (921)
- Wögern (298)

Poznámka: V závorkách je uveden počet obyvatel podle stavu k 1. lednu 2022.

## Historie
Nejstaršími stopami lidského osídlení v obci jsou mohylová pohřebiště z doby bronzové. Obec se původně nacházela ve východní části Bavorského vévodství a od 12. století patřila Rakouskému vévodství. První písemná zmínka je v listině z roku 1200. Během napoleonských válek bylo místo několikrát obsazeno.
Od roku 1918 patří obec do spolkové země Horní Rakousko. Po připojení Rakouska k Německé říši 13. března 1938 patřilo místo ke „Gau Oberdonau“. Po roce 1945 byl Unterweitersdorf v sovětské okupační zóně. Po roce 1955 byla infrastruktura rozšířena a přebudována, zejména na počátku 80. let 20. století s napojením na dálnici.

## Památky a turismus
- Vesnická kaple v Unterweitersdorfu
- Mlýnské muzeum (německy Mühlenmuseum Weiglmühle) – mlýn z roku 1481
- Gusenleithnerhof – 500 let starý statek, typický pro Mühlviertler
- Dobrodružná stezka na koněspřežce, se starými budovami (domy signalistů)